# Carbone
Cet article concerne l'élément chimique. Pour les autres significations, voir Carbone (homonymie).
Le carbone est l'élément chimique de numéro atomique 6, de symbole C. Il possède trois isotopes naturels : les carbones 12 (12C) et 13 (13C) qui sont stables et le carbone 14 (14C) qui est radioactif de demi-vie 5 730 années, utilisé pour dater des objets ayant incorporé du carbone naturel.
Le carbone est l'élément le plus léger du groupe 14 du tableau périodique. Le corps simple carbone présente plusieurs formes allotropiques dont principalement le graphite et le diamant. L'élément carbone forme divers composés inorganiques comme le dioxyde de carbone CO2, et une grande variété de composés organiques et de polymères. C'est l'élément de base de toutes les formes de vie connues.
Le carbone est le 4e élément le plus abondant dans l'univers et le 15e le plus abondant dans la croûte terrestre. Il est présent sur Terre à l'état de corps simple (charbon et diamants), de composés inorganiques (CO2) et de composés organiques (biomasse, pétrole et gaz naturel). De nombreuses structures basées sur le carbone ont également été synthétisées : charbon actif, noir de carbone, fibres, nanotubes, fullerènes et graphène.
La combustion du carbone sous toutes ses formes a été le fondement du développement technologique dès la préhistoire. Les matériaux à base de carbone ont des applications dans de nombreux autres domaines : matériaux composites, batteries lithium-ion, dépollution de l'air et de l'eau,, électrodes pour les fours à arc ou la synthèse de l'aluminium, etc. Diverses recherches scientifiques ont mis en évidence la possibilité d'utiliser le carbone comme catalyseur ou support de catalyseur, et comme électrocatalyseur,.

## Histoire et étymologie
Le nom carbone vient du latin carbo, carbōnis (« charbon »). La fabrication de carbone sous forme de charbon de bois par pyrolyse du bois sous une couche de terre était aussi connue des Romains. Le carbone sous sa forme diamant est connu depuis l'antiquité en Asie, il est aussi mentionné dans l'ancien testament. Son nom vient aussi du romain adámas, adámantis (« acier dur »).
La notion d'élément carbone apparaît lorsque René-Antoine Ferchault de Réaumur étudie la formation d'acier à partir de fer, il constate que cette transformation correspond à l'absorption d'un élément par le fer. En 1772, Antoine Lavoisier étudie ensuite la combustion de charbon et de diamants, il constate la formation notable de dioxyde de carbone, mais ne détecte pas la formation d'eau. Il prouve ainsi que ces deux matériaux sont formés uniquement de carbone.
Le graphite naturel était connu depuis l'Antiquité, mais sa nature n'était pas comprise, car on le confondait avec la molybdénite et on croyait que c'était une forme de plomb. En 1779, Carl Wilhelm Scheele démontre, lui aussi par oxydation du graphite, qu'il est composé principalement de carbone. En 1787, la Nomenclature chimique de Louis-Bernard Guyton-Morveau lui consacre un article en définissant le carbone comme la forme pure du charbon.
Le nom « carbone » n'apparaît dans le dictionnaire de l'Académie française qu'à sa 6e édition (1832-5).
L'histoire est ensuite marquée par l'importance accrue du carbone, on peut citer par exemple :
- 1828 : découverte des composés organiques et de la chimie organique (voir article Friedrich Wöhler) ;
- 1842 : avec la résistance des matériaux, August Wöhler pose les fondements de la future « science des matériaux » ;
- 1985 : découverte des fullerènes par Robert Curl, Harold Kroto et Richard Smalley ;
- 2004 : découverte du graphène par Andre Geim, composé d'une seule couche de Graphite.

## Élément

### Formation
L'élément carbone n'est pas directement issu du Big Bang (nucléosynthèse primordiale), car les conditions de sa formation n'étaient pas réunies (la dilatation et le refroidissement de l'univers ont été trop rapides). Le carbone est en revanche produit en masse dans le cœur des étoiles très massives, dites de la branche horizontale, où trois noyaux d'hélium fusionnent (réaction triple alpha).
Le carbone est présent sur Terre depuis la formation de celle-ci. Il existe sous forme de sédiments, charbon, pétrole, et également sous sa forme pure graphite, diamant. Les diamants naturels peuvent se trouver dans la kimberlite des cheminées d'anciens volcans, notamment en Afrique du Sud et dans l'Arkansas. On peut parfois trouver des diamants microscopiques dans certaines météorites.

### Isotopes et masse atomique
Le carbone possède deux isotopes stables :
- 12C (abondance : 98,93 %) ;
- 13C (abondance : 1,07 %).

Comme c'est l'isotope 12C qui a défini l'unité de masse atomique unifiée, la masse atomique du carbone est légèrement supérieure à 12 en raison de la présence de 13C : 12,0107.
Le carbone possède de nombreux radioisotopes, dont seulement deux ont une demi-vie supérieure à la minute :
- 14C, d'une demi-vie de 5 730 ans. Il est couramment utilisé pour la datation d'objets archéologiques (jusqu'à 50 000 ans) ;
- 11C, d'une demi-vie de 20 min. Cette courte période et la relative facilité de substituer un atome de 11C à un atome de carbone 12C en font un isotope utilisé en médecine nucléaire, notamment en tomographie par émission de positons (les radiotraceurs les plus utilisés sont le 11C-raclopride qui se fixe préférentiellement sur les récepteurs dopaminergiques D2, et le 11C-acétate utilisé en imagerie cardiaque).

### Structure électronique
Le carbone possédant six électrons adopte une configuration électronique à l'état fondamental 1s2 2s2 2p2. Il possède quatre électrons sur sa couche de valence, ce qui lui permet de former quatre liaisons covalentes, dont des liaisons de type {\displaystyle \sigma }(première liaison avec un atome) ou de type {\displaystyle \pi }(seconde ou troisième liaison). Les liaisons de type {\displaystyle \pi } sont toujours accompagnées d'une liaison de type {\displaystyle \sigma }. Le recouvrement des fonctions électroniques dans une liaison {\displaystyle \pi } est plus faible. Ces liaisons sont donc moins « solides ».

## Allotropes

### État solide
| |  | |
| Huit formes du carbone : (a) diamant, (b) graphite, (c) lonsdaléite, (d) buckminsterfullerène, (e) (f) deux autres fullerènes, (g) amorphe et (h) nanotube de carbone. |  | Le diamant et le graphite sont les deux formes allotropiques les plus répandues du carbone, elles diffèrent par leur aspect (en haut) et leurs propriétés. Cette différence est due à leur structure (en bas). |

Le carbone est présent dans la nature dans deux formes allotropiques principales :
- le graphite, empilement de structures cristallines hexagonales et monoplanes (graphène), et de couleur grise. C'est la forme stable à température et pression ambiante ;
- le diamant, de structure cristalline tétraédrique (structure type « diamant ») est transparent. C'est la forme stable à haute température et haute pression, métastable à température et pression ambiante.

Dans les conditions de pression normales, le carbone est sous la forme graphite, dans laquelle chaque atome est lié à trois autres dans une couche d'anneaux hexagonaux fusionnés, comme ceux des composés aromatiques hydrocarbonés. Grâce à la délocalisation des orbitales {\displaystyle \pi }, le graphite conduit l'électricité. Le graphite est mou, car les liaisons chimiques entre les plans sont faibles (2 % de celles des plans) et les couches glissent donc facilement les unes par rapport aux autres.
Sous très haute pression, le carbone cristallise dans un système cubique à face centrée nommé diamant, dans lequel chaque atome est lié à quatre autres (distance interatomique de 136 pm). Le diamant, grâce à la résistance des liaisons carbone-carbone, est, avec le nitrure de bore, la matière la plus dure à rayer. À température ambiante, la métamorphose en graphite est si lente qu'elle est indécelable. Sous certaines conditions, le carbone se cristallise en lonsdaléite, une forme similaire au diamant mais hexagonale. De toutes les pierres précieuses, le diamant est la seule à se consumer complètement.
En plus du graphite (pur sp2) et du diamant (pur sp3), le carbone existe sous forme amorphe et hautement désordonnée (a-C). Ces formes amorphes du carbone sont un mélange de sites à trois liaisons de type graphite ou à quatre liaisons de type diamant. De nombreuses méthodes sont utilisées pour fabriquer du a-C : pulvérisation, évaporation par faisceau d'électrons, dépôt à l'arc électrique, ablation laser, etc. En 2019, la molécule cyclique C18 (pur sp1) a été synthétisée par élimination des groupes CO dans l'oxyde C24O6.
Les oignons de carbone sont des structures basées sur une structure de type fullerène, mais dont la paroi est constituée de plusieurs couches de carbone.
Les formes cylindriques du carbone sont appelées nanotubes (nanotube de carbone, abréviation : NTC). Elles ont été découvertes dans le culot se formant à la cathode de l'arc électrique durant la synthèse de fullerènes. Ces objets de diamètre nanométrique et de longueur atteignant parfois le millimètre se présentent comme des plans de carbone d'épaisseur monoatomique (ou graphène) enroulés sur eux-mêmes et formant un tube de diamètre nanométrique). Les nanotubes dont la paroi n'est constituée que d'un seul plan de carbone sont dits « monofeuillets ». Les nanotubes fabriqués par la méthode de l'arc électrique sont presque tous « multifeuillets ».
Le graphène est constitué d'un plan unique de carbone d'épaisseur monoatomique. Le graphène peut être simplement obtenu en prélevant un plan unique de carbone d'un cristal de graphite.
Conjointement à ces structures, on observe un grand nombre de nanoparticules polyédriques. À l'image des oignons et des nanotubes multifeuillets, les observations en microscopie électronique en transmission haute résolution ((en) HRTEM : High-resolution Transmission Electron Microscopy) révèlent que ces nanoparticules de carbone sont constituées de plusieurs couches de graphène, fermées, laissant une cavité nanométrique en leur centre.

### Gaz

Diagramme de phase du carbone. PT = point triple.

À pression atmosphérique, le carbone (graphite) se sublime à 4 100 K. Sous forme gazeuse, il se constitue habituellement en petites chaînes d'atomes appelées carbynes. Refroidies très lentement, celles-ci fusionnent pour former les feuilles graphitiques irrégulières et déformées qui composent la suie. Parmi ces dernières, on trouve en particulier, la forme sphérique monofeuillet C60 appelée fullerène, ou plus précisément buckminsterfullerène, et ses variétés Cn (20 ≤ n ≤ 100), qui forment des structures extrêmement rigides.

### Liquide
Le carbone liquide ne se forme qu'au-dessus de la pression et de la température du point triple, et donc au-delà de 10,8 ± 0,2 MPa (environ 100 fois la pression atmosphérique) et 4 600 ± 300 K. Le carbone liquide est important pour la modélisation de l'intérieur des planètes, et de l'atmosphère des naines blanches, comme stade intermédiaire pour la synthèse de matériaux en carbone avancés,, les implosions de fusion nucléaire par confinement inertiel, pour les impacts à hypervitesse sur les matériaux de carbone et pour la compréhension générale des fluides structurés dans des conditions extrêmes.
Le carbone liquide est notoirement difficile à produire et à étudier, et tout aussi difficile à modéliser. En 2025, une équipe de 121 chercheurs réussit à produire du carbone liquide à l'aide d'un laser à impulsions, électrons libres et rayons X ultra-brillant, et à déterminer sa structure à des pressions supérieures à un million d'atmosphères et des températures d'environ 7 000 K : c'est un fluide complexe présentant une structure semblable à celle de l'eau et une moyenne de quatre atomes voisins autour de chaque atome de carbone central, comme dans le diamant,,.

## Composés
Le carbone est le composant essentiel des composés organiques, qui contiennent fréquemment au moins une liaison carbone-hydrogène. Cependant le carbone existe aussi dans la nature sous forme inorganique, principalement sous la forme de dioxyde de carbone, et sous forme minérale.

### Carbone organique
La chimie du carbone est essentiellement covalente. Le carbone est à la base d'une multitude de composés pouvant contenir un grand nombre d'atomes, en association avec l'hydrogène, l'oxygène, l'azote, les halogènes, le phosphore, le soufre, et les métaux, par liaisons simples, doubles ou triples. L'étude et la synthèse de ces composés constituent la chimie organique. Les principaux composés organiques du carbone sont les « hydrocarbures » des molécules associant carbone et hydrogène. On classe les hydrocarbures en trois familles :
- les alcanes, où le carbone forme des liaisons sp3 (« simples ») : méthane CH4, éthane C2H6, etc. ;
- les alcènes, où au moins un carbone forme des liaisons (« double ») (carbones sp2) : éthène (éthylène) C2H4, propène C3H6, etc. ;
- les alcynes, où au moins un carbone forme des liaisons (« triple ») (carbones sp) : éthyne (acétylène) C2H2, propyne C3H4, etc.

Suivant le nombre d'atomes de carbone, on fait précéder le suffixe -ane, -ène ou -yne :
1. méth-
2. éth-
3. prop-
4. but-
5. pent-
6. hex-
7. hept-
8. oct-
9. non-
10. déc-

La rotation est libre autour des liaisons simples carbone-carbone. En revanche, les liaisons doubles ou triples sont rigides : la liaison double est planaire, les angles de liaison autour des atomes de carbone sont 120°. Cela conduit à la formation de diastéréomères, c'est-à-dire de composés ayant la même formule chimique mais une disposition différente des atomes dans l'espace. La liaison triple est linéaire.
En outre, le carbone sp3 peut former des composés chiraux (du grec χείρ (kheír), « main »). Le cas le plus simple est un composé possédant 4 substituants différents autour d'un atome de carbone. Suivant la disposition dans l'espace de ces substituants, on obtient deux molécules qui sont différentes : elles ne sont pas superposables, il s'agit d'une paire d'énantiomères. Les énantiomères sont l'image l'un de l'autre dans un miroir (comme nos deux mains).
Dans les hydrocarbures aromatiques, les atomes de carbone forment des cycles ou noyaux stabilisés par des liaisons π délocalisées.

### Carbone inorganique
Ce type d'atomes de carbone est relativement rare en termes de variété par rapport aux carbones organique et minéral. Il se présente le plus souvent sous forme de complexes inorganiques ou organo-métalliques qui intègrent un atome de carbone nu ou une molécule de CO ou de CO2, dans leurs sphères de coordination. Par exemple :
- C dans [Fe5C(CO)15 ] et [Ru6C(CO)17][35] ;
- CO dans les nombreux complexes du type Ni(CO)4 ou Fe(CO)5 ;
- CO2 dans le complexe [Ni(CO2){P(C6H11)3}2]0,75C6H5Me[36].

### Carbone minéral
La molécule de dioxyde de carbone CO2 existe à l'état gazeux dans l'atmosphère terrestre. Une certaine quantité de ce CO2 se dissout dans les eaux océaniques et continentales, et une partie du CO2 dissous réagit avec la molécule d'eau pour former de l'acide carbonique H2CO3 suivant la réaction :H2O + CO2(dissous) ⇔ H2CO3.
Puis H2CO3 (dihydrogénocarbonate, ou acide carbonique), étant un diacide, cède ses deux protons dans la mesure des constantes d'acidité des couples acido-basiques (H2CO3/HCO3−) et (HCO3−/CO32−) et de la composition initiale en solutés acido-basiques de l'eau selon les équations :H2CO3 + H2O ⇔ HCO3− (ion hydrogénocarbonate, ou bicarbonate) + H3O+ (ion hydronium, ou proton hydraté)et :HCO3− + H2O ⇔ CO32− (ion carbonate) + H3O+.
Or il se trouve que dans l'eau de mer, ce système de carbonates est présent en grandes quantités et dans des proportions telles qu'il joue un rôle tampon fondamental dans l'acidité de l'eau océanique (pH 8,1-8,4) qu'il permet de rendre très stable. Ce taux de carbonates (et de borates, pour être exact) s'appelle l'alcalinité ou titre alcalimétrique complet (TAC, mesuré en degrés français, ou kH mesuré en °allemands ; il existe d'autres unités. Le mieux est de parler en ppm, ou parties par million). Ce pH a permis à des quantités « géologiques » de tests calcaires de protozoaires planctoniques de former des roches sédimentaires calcaires constituées essentiellement d'un cristal de carbonate de calcium et de magnésium (mélange qu'on appelle le calcaire) : la pierre de Paris, le marbre, etc. Toute cette chimie est traditionnellement incluse dans la chimie inorganique, c'est-à-dire minérale, bien qu'il y ait de nombreux points sur lesquels cela ne se justifie pas. Ainsi, on pourra qualifier le carbone contenu dans le dioxyde de carbone, l'acide carbonique, l'hydrogénocarbonate et le carbonate, de carbone inorganique. C'est aussi valable pour le carbone diamant et les autres variétés allotropiques du cristal de carbone.

## Dangers du carbone et de ses composés
Le carbone pur a une faible toxicité pour les humains et peut être manipulé et même ingéré en toute sécurité sous la forme de graphite ou de charbon de bois. Il est résistant à la dissolution ou l'attaque chimique, même dans le contenu acide du tractus digestif, par exemple. Le charbon de bois provenant des noix de coco est d'ailleurs utilisé en médecine.
En revanche, le disulfure de carbone CS2, quoique de structure similaire au dioxyde de carbone, est un liquide hautement toxique utilisé comme solvant (vulcanisation du caoutchouc).
Les autres oxydes de carbone sont le monoxyde de carbone CO, et le suboxyde de carbone C3O2, moins commun. Le monoxyde de carbone est un gaz incolore et inodore, formé par combustion incomplète des composés organiques ou du carbone pur (charbon). Le monoxyde de carbone se lie plus fortement que l'oxygène, à l'hémoglobine sanguine pour former de la carboxyhémoglobine, un composé stable. Le résultat de cette réaction est l'empoisonnement des molécules d'hémoglobine, ce qui peut être mortel (voir l'entrée en question).
L'ion cyanure CN− a un comportement chimique similaire à un ion halogénure. Les sels contenant l'ion cyanure sont hautement toxiques. Le cyanogène, un gaz de composition (CN)2 est également proche des halogènes.
Avec les métaux, le carbone forme des carbures C4− ou des acétylures C22−. Quoi qu'il arrive, avec une électronégativité de 2,5, le carbone préfère former des liaisons covalentes. Quelques carbures sont des treillis covalents, comme le carbure de silicium, SiC, qui ressemble au diamant, et est d'ailleurs utilisé pour la taille de ceux-ci.
La toxicité des nouvelles formes allotropiques du carbone (fullerènes, nanotubes, graphène) est aujourd'hui très étudiée. À l'état natif, ces nanostructures restent difficiles à filtrer dans l'air et pourraient constituer un danger qu'il est nécessaire d'évaluer. Dans le cadre de leur utilisation, ces composés se trouvent généralement dispersés dans un solvant, ou fixés sur un substrat solide.